# Evenskjer
Evenskjer – wieś w Norwegii w okręgu Troms. Od 2020 roku stanowi centrum administracyjne gminy Tjeldsund. Wcześniej pełniła rolę centrum administracyjnego gminy Skånland. Powierzchnia miejscowości wynosi 0,9 km², zaś populacja 822 osoby (2023).